# François-Marie Banier

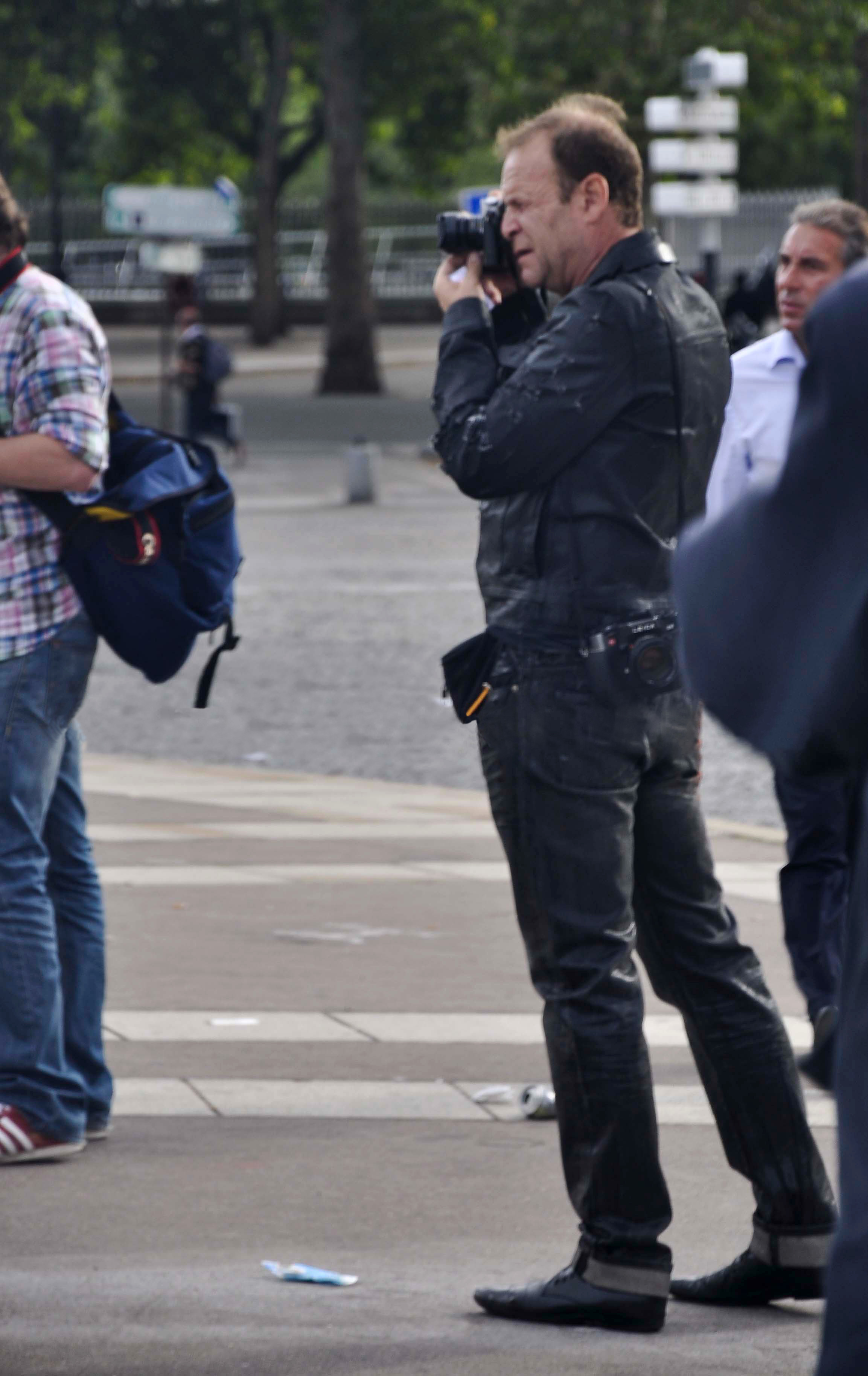
François-Marie Banier (2010)

François-Marie Banier (* 27. Juni 1947 in Paris) ist ein französischer Schriftsteller, Fotograf und Filmschauspieler.

## Leben
François-Marie Banier wurde 1947 in Paris geboren. Sein Vater war aus Ungarn immigriert und hatte sich, aus einfachen Verhältnissen stammend, in der Werbebranche einen Namen gemacht, seine Mutter stammte aus Italien. Banier wuchs im 16. Arrondissement (Paris) auf. Mit 17 Jahren brach er das Gymnasium an der Lycée Janson de Sailly ohne Abitur ab und mit 20 Jahren zog er aus dem Elternhaus aus. In seinem autobiographischen Roman Balthazar, Sohn aus gutem Hause, der 1985 erschien, schildert Banier seine Kindheit in der „gehobenen“ Pariser Gesellschaft.
1969 veröffentlichte er Les Résidences secondaires, einen kurzen Roman über eine Männerfreundschaft. Das Werk wurde gelobt und machte ihn in der französischen Literatur- und Prominentenszene bekannt. Dazu trug bei, dass er bereits seit 1964 die Freundschaft des Malers Salvador Dalí genoss, ab 1967 Mediensprecher des Modeschöpfers Pierre Cardin war und der Schriftsteller Louis Aragon von ihm schwärmte. 1971 folgte Le Passé composé, ein Roman über ein halbwüchsiges Geschwisterpaar.
Zahlreiche Prominente ließen sich vom Jetsetter Banier fotografieren. Dazu gehörten unter anderen Isabelle Adjani, Samuel Beckett, Johnny Depp, Vladimir Horowitz, Silvana Mangano, Joyce Carol Oates, Caroline von Monaco, Sophie Marceau, Natalia Vodianova. Er konnte mehrere Fotobücher publizieren. Ein Karrierehöhepunkt als Fotograf war für ihn eine 1991 vom französischen Präsidenten François Mitterrand unterstützte Ausstellung seiner Werke im Centre Pompidou in Paris.
1969 traf Banier zum ersten Mal die 25 Jahre ältere Liliane Bettencourt, Haupt-Anteilseignerin am französischen Kosmetikkonzern L’Oréal. 1987 machte er für das Fotojournal Égoïste eine Aufnahmeserie von ihr, woraufhin sich ihre Beziehung intensivierte. Im Dezember 2008 wurde bekannt, dass sie ihm zwischen 2001 und 2007 knapp eine Milliarde Euro in Form von Gemälden, Immobilien, Schecks und Lebensversicherungen geschenkt hatte. Bettencourt hatte ihn ursprünglich auch zum Erben eingesetzt, doch machte sie dies im September 2010 wieder rückgängig.
Im Mai 2015 wurde Banier von einem Gericht in Bordeaux wegen „Ausnutzung von Schwäche“ zu zweieinhalb Jahren Gefängnis verurteilt. Zusätzlich wurde eine Geldstrafe von 350.000 Euro ausgesprochen.
Als Schauspieler war Banier seit 1982 bis zuletzt 2015 in elf Produktionen zu sehen. Mehrfach arbeitete er dabei mit Regisseur Éric Rohmer zusammen.

## Werke (Auswahl)

### Romane
- Les Résidences secondaires.Grasset, 1969.
- Le Passé composé. Grasset, 1971.
- La Tête la première. Grasset, 1972.
- Balthazar, fils de famille. Gallimard, 1985.
  - Balthazar, Sohn aus gutem Hause. Aus dem Franz. von Tobias Scheffel und Claudia Steinitz, 2009, ISBN 978-3-86521-968-8.
- Sur un air de fête. Gallimard, 1990.
- Les Femmes du métro Pompe. Gallimard, 2006.
- Johnny Dasolo. Gallimard, 2008

### Fotobücher
- Past-Present, München, 1996 ISBN 3-88814-853-7.
- Perdre la tête, 2006, ISBN 3-86521-234-4.
- Vive la Vie. Steidl, Göttingen, 2008, ISBN 978-3-86521-821-6.
- Beckett. Steidl, Göttingen 2009. ISBN 978-3-86521-983-1. - Enthält zwei Fotoserien: Tanger 1978 und Paris 1989.

## Filmografie (Auswahl)
- 1993: Der Baum, der Bürgermeister und die Mediathek oder Die 7 Zufälle (L'arbre, le maire et la médiathèque)